# دون ماينارد
دون ماينارد (بالإنجليزية: Don Maynard)‏ هو لاعب كرة قدم أمريكية أمريكي، ولد في 25 يناير 1935 في كروسبيتون في الولايات المتحدة.

## وصلات خارجية
- دون ماينارد على موقع مرجع كرة القدم المحترفة.كوم (الإنجليزية)
- دون ماينارد على موقع الموسوعة البريطانية (الإنجليزية)
- دون ماينارد على موقع إن إن دي بي (الإنجليزية)